# Bedla kaštanová
Bedla kaštanová (Lepiota castanea Quél. 1881) je smrtelně jedovatá méně častá houba z čeledi pečárkovitých. Byla popsána v roce 1881 francouzským mykologem Lucienem Quéletem.

## Znaky
Klobouk je zpočátku vyklenutý, později plochý a s malým hrbolem. Dosahuje průměru 2 – 4 centimetry. Je červenokaštanově hnědý. U starších exemplářů pokožka praská na malé šupiny, pod nimiž prosvítá světlý podklad. Dužina i lupeny jsou bělavé, lupeny se po pomačkání zbarvují žlutohnědě. Třeň je válcovitý, má délku 2 – 4 centimetry. Je světlejší než klobouk, pouze u zóny prstence bývají přítomny malé hnědé šupinky.

## Synonyma
- Lepiota rufidula Bres.,  1902[1]

## Výskyt
Roste v jehličnatých i listnatých lesích, většinou jednotlivě nebo v malých skupinkách. Objevuje se spíše vzácně a to od srpna do října.

## Užití
Jedná se o nebezpečně jedovatou houbu, obsahuje jedovatý alkaloid amanitin. Proto se nesmí v žádné míře konzumovat.